# NGC 4294
NGC 4294 este o galaxie spirală situată în constelația Fecioara. A fost descoperită în 15 martie 1784 de către William Herschel. Se află la o distanță de 16,52 megaparseci de Pământ.